# 蜩ノ記
『蜩ノ記』（ひぐらしのき）は、葉室麟による日本の時代小説。『小説NON』（祥伝社）にて2010年11月号から2011年8月号まで、「秋蜩」のタイトルで連載された。第146回直木三十五賞受賞作。2012年6月にNHK-FMラジオ「青春アドベンチャー」にてラジオドラマ化され、2014年に映画が公開された。

## 直木賞選評
葉室麟の作品は、2009年から4年連続で候補になり、5度目での受賞となった。
選考委員らは「受賞に値する作品」（渡辺淳一）、「深い素養がなくてはかけない作品」（宮部みゆき）、「定められた命を感情表現に頼らずに写し取った技は秀逸」（浅田次郎）、「若い作家ではこうはいかない」（伊集院静）と総じて好意的な評価をしているが、「主人公らが清廉すぎる」（林真理子）、「既視感に満ちた話」（桐野夏生）、「おどろきがない」（宮城谷昌光）など批判的な意見もあった。

## あらすじ
豊後、羽根（うね）藩。
城内で刃傷騒ぎを起こした檀野庄三郎（だんの しょうざぶろう）は、家老・中根兵右衛門の温情で切腹を免れたものの、僻村にいる元の側用人・戸田秋谷(とだ しゅうこく)の監視を命じられた。　　
秋谷は、家譜の編纂を任される程の逸材だったが、7年前に藩主の側室との不義密通の罪で失脚した。直ちに切腹のところを、家譜の完成の為に藩主から10年の猶予を与えられ、幽閉されているのだ。秋谷の家で寝食を共にし、家譜の編纂を手伝う内に、秋谷とその家族の誠実な人柄に触れ、敬愛の念を抱いて行く庄三郎。
秋谷の無実を確信し、7年前の事件を調べる庄三郎。藩主の側室“お由の方”は男子を産んだが、7年前に、その幼子は世継ぎ争いで斬殺された。秋谷は、お家騒動を理由に藩がお取り潰しになるのを防ぐ為に、幼子を病死とし、切り合いを自身の不義密通の騒ぎに見せかけて藩を守ったのだった。世継ぎ争いに勝った現在の藩主の生母は“お美代の方”で、武家の出として正室の座にあったが、実は藩内の裕福な商人・播磨屋の先代の娘だった。播磨屋は家老の中根と結託して、年貢に苦しむ農民に金を貸しては田畑を取り上げていた。お美代の方の“御由来書”(履歴書)を調べ上げ、その事実を掴む秋谷。
御由来書を引き渡せと、秋谷に迫る家老の一派。秋谷がしらを切ると、周囲に強訴の動きがあるとして村人が捕縛された。友人を取り調べ中に殺され、納得できない秋谷の息子・郁太郎。家老の屋敷に抗議に行くと言う郁太郎に、黙って付き添う庄三郎。純真な少年に非道な行いを責められ、恥じ入る家老の中根。
拘束された息子と庄三郎を取り戻す為に、家老の屋敷に向かう秋谷。降参すれば切腹を免じるという家老の中根。その言葉を無視した秋谷は予定通りの切腹を約束して、郁太郎と庄三郎を救った。10年後の切腹は、元より覚悟の秋谷。お家騒動を隠蔽し罪を被ることは、亡き先代君主からの密命だったのだ。藩の家譜を完成させ、家督を息子に譲った秋谷は淡々と身支度を整え、切腹の場へと向かうのだった。

## 羽根藩
秋谷が郡奉行だった時分に、生産を奨励した〈豊後の青筵〉と呼ばれる七島筵が庶民の畳表として用いられるようになり、特産品として藩の財政と農民の暮らしを潤した。藩では、藺草（い草）の栽培には課税せず百姓に通常の年貢だけを課し、藺草を加工して作った筵を買い取り大坂に売る商人から運上銀を納めさせていた。しかし、秋谷が郡奉行を退き江戸詰めになってから、筵の運上銀を村方からも取り立てるようになった。藺草を植えた田は稲田としても年貢を課されるため、二重に納税しなければならない農民は重税にあえぐようになる。
さらに、博多の商人である播磨屋が、その年の筵の生産量に拘わらず藩に一定額の運上銀を納めることで、七島筵を一手に買い付けることを認められた。これによって藩の収入は安定したが、播磨屋から筵を安く買い叩かれることになった百姓が他の商人に筵を売り、抜け売りをしたとして咎められ牢に入れられるなどし、播磨屋だけが儲かる仕組みに百姓の不満は蓄積していった。

### 年表
- 1615年 - 大坂の陣で兄と父を失った三浦兼保が家督を継ぎ、兄の遺児・千代松を引き取り、信州松本に3万石を与えられる。
- 1631年（寛永08年） - 家来騒動により、家老・中根刑部と江戸留守居役・平田三右衛門に遠島の裁きが下る。
- 1632年（寛永09年） - 兼保が信州松本から豊後羽根へ転封し、5万2千石を領する。秀治（千代松の元服後の名）は分家して1万石を与えられ松本に残る。
- 1635年（寛永12年） - 蝗害と長雨により凶作となり、年貢減免を求める百姓一揆、強訴が起こる。
- 1754年（宝暦04年） - 11月、郡方・黒崎五平太が百姓に殺害される〈五平太騒動〉。以後、百姓に対して暴虐だった役人が同様の手口で襲われる事件が頻発する。
- 1781年（天明元年） - 10月、家老・高橋新左衛門ら重臣が、かねてより病弱だった5代藩主義兼が乱心したとして滞在していた別荘に押し込め、兼通（当時24歳）に家督を継がせようと謀るも、失敗〈義民上訴〉。
- 1786年（天明06年） - 5代藩主義兼が参勤交代で出府。4月、道中の大坂屋敷で西光院と面会。6月、中風で倒れ逝去。殉死が禁じられる。
- 1787年（天明07年） - 春、藩政改革を推し進める秋谷（当時は順右衛門）が勘定方の同僚に絡まれているところをお由が目撃し、二言三言言葉を交わす。その数日後、お由がお忍びで花見に来ていた兼通に見初められる。
- 17年前 - 秋谷が郡奉行に任じられ、5年間務める。
- 12年前 - 秋谷が郡奉行から江戸表の中老格用人になる。
- 庄三郎が元服。
- 兼通の正室・お貞の方が死去。
- 7年前
  - 8月6日、お由の方の朝食に毒が盛られ、秋谷の機転で、お美代の方派で占められる上屋敷から下屋敷へ移される。
  - 8月8日夜、下屋敷のお由の方を5人の武士が襲撃し、秋谷がその内の1人、小姓の赤座弥五郎を斬る。
  - 8月9日朝、江戸市中に潜んでいた秋谷がお由の方と共に上屋敷へ戻る。不義密通を犯したとして、秋谷が座敷牢に入れられる。
  - 秋谷が兼通から家譜編纂の継続と10年後の同日の切腹を命じられる。お由の方が国許に送られ出家、松吟尼と称する。
- 1804年（文化元年）
  - 8月、松吟尼に兼通より許しが出る。
  - 9月20日、長久寺にて秋谷と松吟尼が面会、還俗の意志がないことを話す。
  - 11月、兼通が死去。10日後、赤座与兵衛が死去。
- 庄三郎が城内で喧嘩騒ぎを起こし蟄居、向山村での秋谷の監視を命じられる。

## 登場人物

### 主人公とその家族
戸田 秋谷（とだ しゅうこく）
向山村に幽閉され、藩主・三浦家の歴史を綴った家譜を編纂しながら、3年後の切腹が決まっている武士。微笑んでいるのかどうか分からないほどの笑みを浮かべている。
羽根藩勘定奉行・柳井与一の四男で、旧名は柳井順右衛門（やない じゅんえもん）、20歳頃に馬廻役・戸田惣五郎（とだ そうごろう）の養子に入った。「秋谷」は号で、名は光徳（みつのり）、順右衛門。文武に優れ、眼心流剣術、制剛流柔術、以心流居合術を修行し、特に宝蔵院流槍術は奥義に達している。和歌、漢籍の素養も深い。
27歳から5年間、郡奉行として領内を巡察し、家族を諭すような態度で農民に接したことでよく慕われた。
7年前、側室のお由の方が襲撃された際に不義密通を疑われ、10年後の切腹を命じられる。その日から、日々の雑事や思いを〈蜩ノ記〉という日記に記しはじめる。
檀野 庄三郎（だんの しょうざぶろう）
元羽根藩奥祐筆。田宮流居合術の使い手。
藩主が親戚の大名へ送る文をしたためていた時、隣席の水上信吾の顔と拝領紋入りの裃に墨が飛び、怒った信吾に斬りつけられ咄嗟に放った居合で信吾の足に深手を負わせてしまう。原市之進の機転で共に切腹は免れたものの、家督を弟・治兵衛（じへえ）に譲り隠居の身となった。水上家の報復の恐れがあったため、向山村で身を隠すと同時に、幽閉中の秋谷の監視と秋谷が起こしたという不義密通事件を秋谷がどのように家譜に記すか、報告するよう命じられる。
秋谷の潔い生き方を目の当たりにし、百姓とともに生きようとする秋谷のような武士としての生き方に感慨を覚え、秋谷を守りたいと思うようになる。
戸田 織江（とだ おりえ）
秋谷の妻。30代半ば。病床に伏せっているが、病でやつれた見苦しさを感じさせない清楚な美しさを持つ。夫は人に恥じるようなことはしないと信じている。
戸田 薫（とだ かおる）
秋谷の娘。16・7歳。
戸田 郁太郎（とだ いくたろう）
秋谷の息子。10歳。庄三郎が来たことで、父が切腹する予定であることを知ってしまい悲嘆に暮れる。

### 羽根藩士
中根 兵右衛門（なかね へいえもん）
羽根藩家老。秋谷が側室との不義密通事件をどのように家譜に記すのか報告するよう庄三郎に命じる。
原 市之進（はら いちのしん）
奥祐筆差配。奏者番。兵右衛門の懐刀と言われる切れ者。
水上 信吾（みずかみ しんご）
元祐筆役。兵右衛門の甥で、庄三郎とは幼なじみの親友。
初代藩主から頂戴した拝領紋が入った裃に庄三郎の筆から墨が飛び、怒りから庄三郎に斬りかかろうとした際、防ごうとした庄三郎に足を斬られる。腱を切り歩行が不自由になったため、致仕して江戸へ遊学に出る。
赤座 与兵衛（あかざ よへえ）
お由の方の養父。馬廻役。お由の方襲撃事件の首謀者。
赤座 弥五郎（あかざ よごろう）
与兵衛の五男でお由の方の義弟。父と共にお由の方派の中心であったが、形勢不利と見るやお美代の方派に寝返り、お由の方を襲撃した際に秋谷に斬られる。
矢野 啓四郎（やの けいしろう）
郡方の役人。元は勘定方だったが、商人から賄賂を得ていたことが露見し、郡方に配属された。
浅井 又兵衛（あさい またべえ）
近習頭。
久藤 勝五郎（くどう かつごろう）
書院番。
井上 俊也（いのうえ としや）
勘定方。
中根 刑部（なかね ぎょうぶ）
家老。寛永8年の家来騒動により、遠島の裁きを下される。
平田 三右衛門（ひらた さんえもん）
江戸留守居役。家来騒動により遠島の裁きを下される。
中根 大蔵（なかね おおくら）
中根刑部の子孫で兵右衛門の父。近習として別荘で義兼に仕えていた。義民上訴後、用人に取り立てられ、10年間務めた後亡くなる。中根家の復権の土台を築いた。

### 三浦家（藩主とその妻子）
三浦 兼通（みうら かねみち） / 順慶院（じゅんけいいん）
羽根藩6代藩主。学問を奨励し、領内の殖産興業にも心を傾けた、名君の誉が高い人物。47歳で急死。
三浦 義之（みうら よしゆき）
当代（7代）藩主。兼通の嫡男。
お由の方（およしのかた） / 松吟尼（しょうぎんに）
兼通の側室。勘定奉行柳井与市（秋谷の実父）に仕えた足軽の娘。城下に花見に来た兼通に見初められ、馬廻役・赤座与兵衛の養女として輿入れした。濃春院亡き後、男児を産むが、生後間もなく死亡した。
7年前の事件の後に出家。赤座与兵衛から法性院の出自を記した文書を預かっていた。
お貞の方（おさだのかた） / 濃春院（のうしゅんいん）
兼通の正室。豊前小笠原家から嫁いだが、病弱で子が生まれなかった。
お美代の方（おみよのかた） / 法性院（ほっしょういん）
兼通の側室、後に正室となる。義之の母。尾張徳川家に茶頭として仕えた秋戸龍斎の娘とされる。

### 三浦家先祖
三浦 兼保（みうら かねやす）
三浦家初代藩主。清和源氏を祖とし、伊豆に生まれる。大坂の陣で九死に一生を得、戦死した兄・秀兼の嫡子・千代松（当時3歳）を養育する。
三浦 秀治（みうら ひではる）
秀兼の嫡子で、幼名・千代松。大坂の陣で父が戦死し、叔父・兼保に育てられる。三浦家転封の際に分家して松本に残る。
三浦 義兼（みうら よしかね）
5代藩主。病弱で、国許では海に近い城を嫌い別荘に滞在していた。藩の財政を顧みず、酒色にふけり贅沢三昧の暮らしをしていた。
西光院（せいこういん）
秀治の子孫。仏門に入る前の名前は三浦秀直。茶人として知られた。

### 向山村の人々
慶仙和尚（けいせんおしょう）
向山村の戸田家からほど近くの瓦岳・南麓にある禅寺「長久寺」の和尚。藩内でも名僧として知られる。豊前小倉の生まれ。幼くして黄檗宗の禅寺に入って修行し、俊才と謳われた。京の天龍寺の塔頭に住んだが、3年で時事の煩わしさを厭い、羽根藩主の求めにより長久寺へ。
市松（いちまつ）
百姓。20歳過ぎの青年。色白で整った顔立ちをしている。薫に想いを寄せていたが、茂兵衛殺しの嫌疑をかけられ、取り調べで厳しい拷問を受け心身を病み、人が変わったようになった。
源兵衛（げんべえ）
市松の父。昔、戸田家に仕えていた。
源吉（げんきち）
百姓の息子。郁太郎とは親友で明るく朗らかな性格。
お春（おはる）
源吉の妹。
万治（まんじ）
源吉の父親。播磨屋の手先になっていたことを、村人たちの前で矢野啓四郎に暴かれ、村で孤立していく。
お品（おしな） / おふく
百姓の娘たち。

### その他
伊助（いすけ） / 長五郎（ちょうごろう） / 平蔵（へいぞう）
義兼が滞在していた別荘の菜園を任されていた百姓のうち、特に親しんでいた3人。義兼から軟禁状態にある窮状を聞き、大蔵の説得により善光寺参りを装って江戸へ行き、老中の屋敷に訴えたことで義兼は解放された。
播磨屋 吉左衛門（はりまや きちざえもん）
博多の商人。その年の筵の生産量に拘わらず、羽根藩に一定額の運上銀を納める約定をし、七島筵の一手買い付けを認められた。藩の役人と深く結びついている。
茂兵衛（もへえ）
羽根藩城下に住む播磨屋の番頭。元は住田佐内という名の武家だった。妹は中根兵右衛門の妾。暗闇祭りの最中に殺害される。
住田 五郎兵衛（すみた ごろべえ）
福岡藩の無役の武家。播磨屋の先代・作右衛門が福岡藩への資金用立ての代わりに一代だけ苗字帯刀を許され、住田家と養子縁組みをした。
次郎右衛門（じろうえもん）
向山村の庄屋。

## ラジオドラマ
NHK-FM放送「青春アドベンチャー」にて、2012年6月18日から6月22日、6月25日から6月29日まで放送された。全10回。
キャスト
- 檀野庄三郎 - 寿大聡
- 戸田秋谷 - 小市慢太郎
- 中根兵右衛門 - 新井康弘
- 戸田薫 - 山下真琴
- 松吟尼 - 加藤忍
- 戸田郁太郎 - 田中冴樹
- 戸田織江 - 磯西真喜
- 源兵衛 - 石田圭祐
- 万治 - 竹本純平
- 源吉 - 佐藤優吏
- 春 - 稲葉菜月
- 矢野 - 小川剛生
- 茂兵衛 - 隈本吉成
- 長久寺和尚 - 鴨川てんし
- 庄屋 - 藏内秀樹

スタッフ
- 原作 - 葉室麟
- 脚色 - 小林克彰
- 選曲 - 石原慎介
- 演出 - 真銅健嗣
- 技術 - 若林政人
- 音響効果 - 西ノ宮金之助 (1-5) 、柏倉梓 (6-10)

## 映画
2014年10月4日より全国東宝系にて公開。テレビ東京開局50周年記念作品。
監督を務めるのは、黒澤明に師事しその遺作シナリオを引き継いだ初監督作品『雨あがる』でヴェネツィア国際映画祭・緑の獅子賞など多くの賞を受賞した小泉堯史。撮影は岩手県遠野市などを中心にオールロケで行われた。映画用フィルムの製造減少に伴い、本作は国内最後のフィルム映画になるとみられる。主演の役所広司と岡田准一は本作が初共演となり、武術に精通する岡田は撮影に備え2012年冬から居合の道場に弟子入りし、初めて時代劇で本格的な殺陣に挑戦した。
全国330スクリーンで公開され、4日・5日の2日間で観客動員12万8647人、興行収入1億5362万4900円を記録し、映画観客動員ランキング（興行通信社調べ）で初登場第2位となった。

### キャスト
- 戸田秋谷 - 役所広司
- 檀野庄三郎 - 岡田准一
- 戸田薫 - 堀北真希
- 水上信吾 - 青木崇高
- 戸田郁太郎 - 吉田晴登
- 万治 - 小市慢太郎
- 源吉 - 中野澪
- 原市之進 ‐ 綱島郷太郎
- 万治の妻 ‐ 大寶智子
- 法性院（お美代の方） ‐ 川上麻衣子
- 播磨屋吉左衛門 ‐ 石丸謙二郎
- 矢野郡奉行 ‐ 矢島健一
- 庄屋 - 渡辺哲
- 松吟尼（お由の方） - 寺島しのぶ
- 三浦兼通 - 三船史郎
- 慶仙 - 井川比佐志
- 中根兵右衛門 - 串田和美
- 戸田織江 - 原田美枝子

### スタッフ
- 原作 - 葉室麟 「蜩ノ記」（祥伝社刊）
- 監督 - 小泉堯史
- 脚本 - 小泉堯史、古田求
- 製作 - 市川南、田村明彦
- 音楽 - 加古隆
- 美術 - 酒井賢
- 撮影 - 上田正治、北澤弘之
- 編集 - 阿賀英登
- 題字 - 星弘道
- 製作プロダクション - 東宝映画
- 配給 - 東宝
- 製作 - 「蜩ノ記」製作委員会（東宝、テレビ東京、日本経済新聞社、電通、読売新聞社、テレビ大阪、BSジャパン、祥伝社、日本出版販売、KDDI、GYAO、中日新聞社、西日本新聞社、テレビせとうち）

### 受賞歴
- 第38回山路ふみ子映画賞・受賞記念上映[8]
- 第39回報知映画賞・監督賞 - 小泉堯史[9]
- 第27回日刊スポーツ映画大賞・石原裕次郎賞・主演男優賞 - 岡田准一（『永遠の0』と合わせて受賞[10]）
- 第38回日本アカデミー賞[11]
  - 最優秀助演男優賞（岡田准一）
  - 優秀作品賞
  - 優秀監督賞（小泉堯史）
  - 優秀主演男優賞（役所広司）
  - 優秀音楽賞（加古隆）
  - 優秀撮影賞（上田正治/北澤弘之）
  - 優秀照明賞（山川英明）
  - 優秀美術賞（酒井賢）
  - 優秀録音賞（矢野正人）
  - 優秀編集賞（阿賀英登）
- 第10回おおさかシネマフェスティバル[12][13]
  - 2014年度ベストテン 第6位（日本映画の部）
  - 助演女優賞（原田美枝子、『ぼくたちの家族』と合わせて）
- 平成26年度芸術選奨文部科学大臣賞 - 小泉堯史